# شاتی (شهرستان توپ)
شاتی (به لاتین: Shaty) یک روستا در قرقیزستان است که در شهرستان توپ واقع شده‌است. شاتی ۱٬۳۱۰ نفر جمعیت دارد و ۱٬۶۵۷ متر بالاتر از سطح دریا واقع شده‌است.